# Tanzmariechen

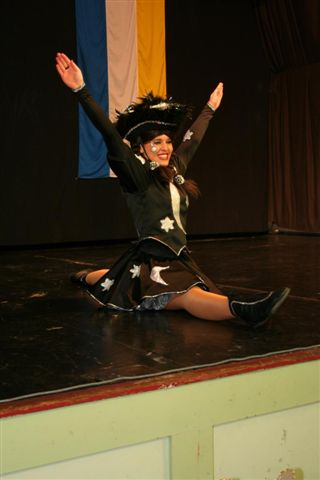
Tanzmariechen du club KVG Grünberg 1927 e.V.

Une Tanzmariechen (littéralement « petite Marie danseuse »), Funke(n)mariechen ou Regimentstochter est une figure traditionnelle des troupes de danseuses de carnaval en Allemagne, plus particulièrement en Rhénanie. Cette figure provient de la figure de la cantinière servant au sein des troupes du XVIIIe siècle. L'équivalent masculin, plus rare, est le Tanzoffizier (« officier danseur »).
Elles apparaissent lors des carnavals des lands de Rhénanie-du-Nord-Westphalie et Rhénanie-Palatinat. Elles défilent notamment lors du carnaval de Cologne, au sein d'une des neuf corps traditionnels du carnaval, celui de la Garde princière (de).

## Histoire
Les Tanzmariechen étaient d'abord jouées par des hommes lors des défilés de carnavals. Toutefois, dans les années 1930, les Nazis exigèrent que cette tradition disparaisse, les hommes portant la jupe ne pouvant être qu'une incitation à l'homosexualité. Dès lors, la tradition des Tanzmariechen s'est poursuivie, mais ce sont des femmes qui endossèrent le costume.

## Description

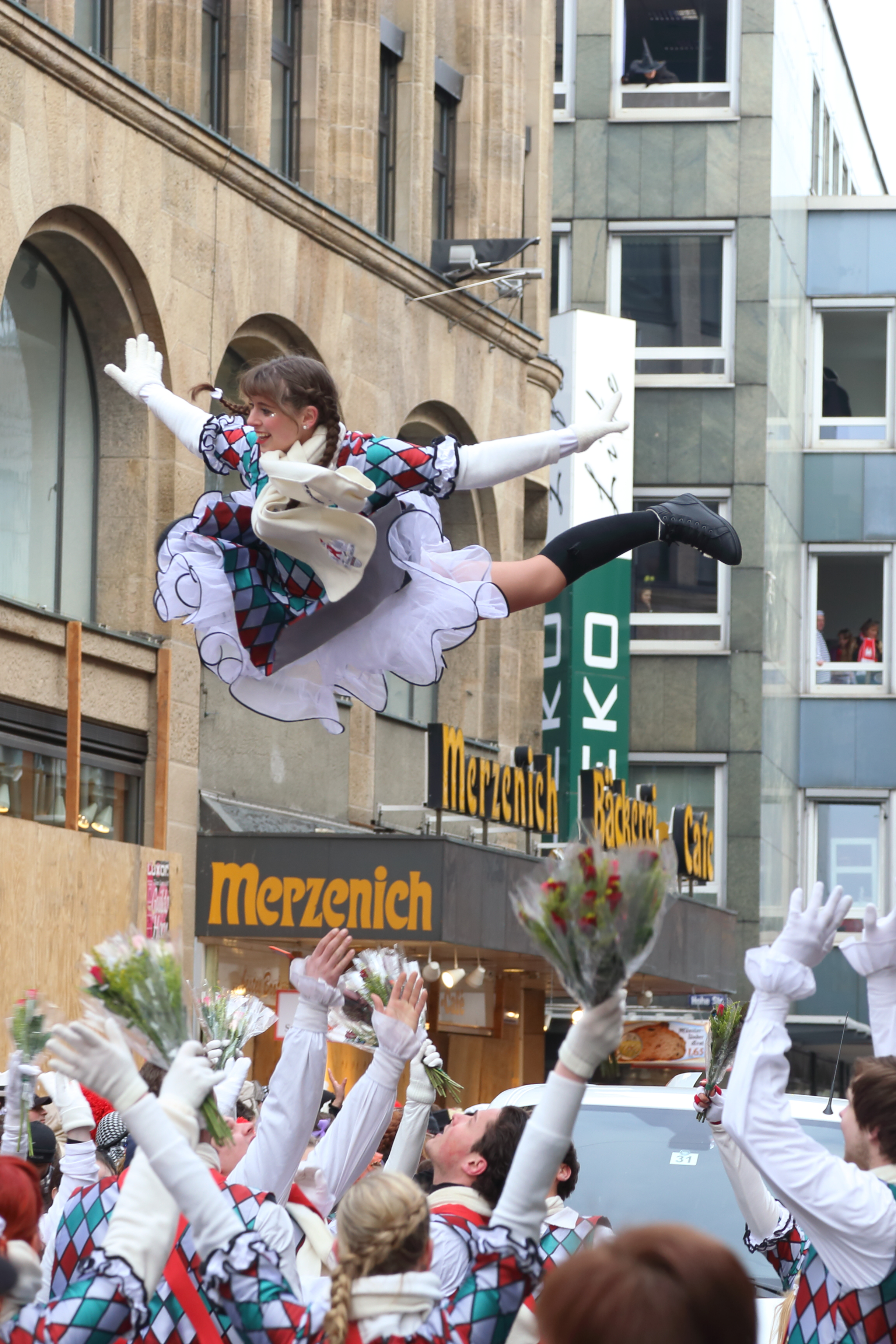
Le Rosenmontagszug de Cologne, en 2013

### Costume
Le costume traditionnel de la Tanzmariechen est inspiré des uniformes militaires du XVIIe siècle, avec tricorne, perruque tressée, bottes, veste d'uniforme. En bas, les Tanzmariechen ont d'abord porté des pantalons d'uniforme, qui ont été par la suite remplacés par une jupe plissée très courte, attachée au haut de l'uniforme afin que celle-ci ne puisse pas glisser. De même, les sous-vêtements, partiellement visibles, sont solidement fixés : ils sont composés d'épais collants brillants de couleur chair sombre, recouvrant un justaucorps. On trouve parfois également un jupon, ou une culotte à frou-frou blanche[source insuffisante].
Les Tanzmariechen ne doivent pas être confondues avec les majorettes, adaptation européenne des pom-pom girls américaine, arrivées après la Seconde Guerre mondiale.

### Représentation
Si le cœur des célébrations intégrant des Tanzmariechen se trouve en Rhénanie, on trouve des troupes de Tanzmariechen pendant les carnavals un peu partout en Allemagne, mais aussi en Autriche, en Belgique et aux Pays-Bas.
Elles dansent soit seules soit en couple avec un Tanzoffizier, ou sont regroupées en troupes, dénommées Gardetanz (de). Les chorégraphies sont exécutées sur des polkas ou des marches selon la tradition, mais tout autant sur des compositions modernes. Les chorégraphies sont composées de pas traditionnels, exécutés par la « Garde », pendant que des solistes de la troupe réalisent des acrobaties (flip, grand écart).

## Compétitions
Les prestations de Tanzmariechen sont considérées comme un sport. Des compétitions au niveau des districts, des Länder et au niveau national. Les trois fédérations sont le Bund Deutscher Karneval (BDK) (de), le Deutscher Verband für Garde- und Schautanzsport (DVG) (de) et les Rheinische Karnevals-Korporationen (RKK) (de).
La plus connue des Tanzmariechen est Gerdemie Basseng (de).

### Vidéographie
- Les Tanzmariechen [ Die Tradition: Das Tanzmariechen ], dans Karambolage, coll. « La tradition », 17 janvier 2016 [présentation en ligne] ; auteur Hajo Kruse ; mise en image Elsa Perry